# Sainte-Colombe (Charente-Maritime)
Sainte-Colombe ist eine südwestfranzösische Gemeinde mit 110 Einwohnern (Stand: 1. Januar 2022) im Département Charente-Maritime in der Region Nouvelle-Aquitaine (vor 2016 Poitou-Charentes).

## Lage und Klima
Sainte-Colombe liegt etwa auf halbem Wege zwischen Bordeaux (ca. 63 km Fahrtstrecke südwestlich) und Angoulême (ca. 62 km nordöstlich) etwa 500 m nordöstlich des Flüsschens Seugne in einer Höhe von ca. 85 m. Das Klima ist gemäßigt bis warm und wird in hohem Maße vom Atlantik beeinflusst; Regen (ca. 900 mm/Jahr) fällt überwiegend im Winterhalbjahr.

## Bevölkerungsentwicklung
| Jahr                       | 1800 | 1851 | 1901 | 1954 | 1999 | 2017 |
| Einwohner                  | 239  | 272  | 170  | 167  | 114  | 109  |
| Quellen: Cassini und INSEE |      |      |      |      |      |      |

Der stetige Bevölkerungsrückgang ist auf den Verlust an Arbeitsplätzen infolge der Mechanisierung der Landwirtschaft und der Aufgabe bäuerlicher Kleinbetriebe zurückzuführen.

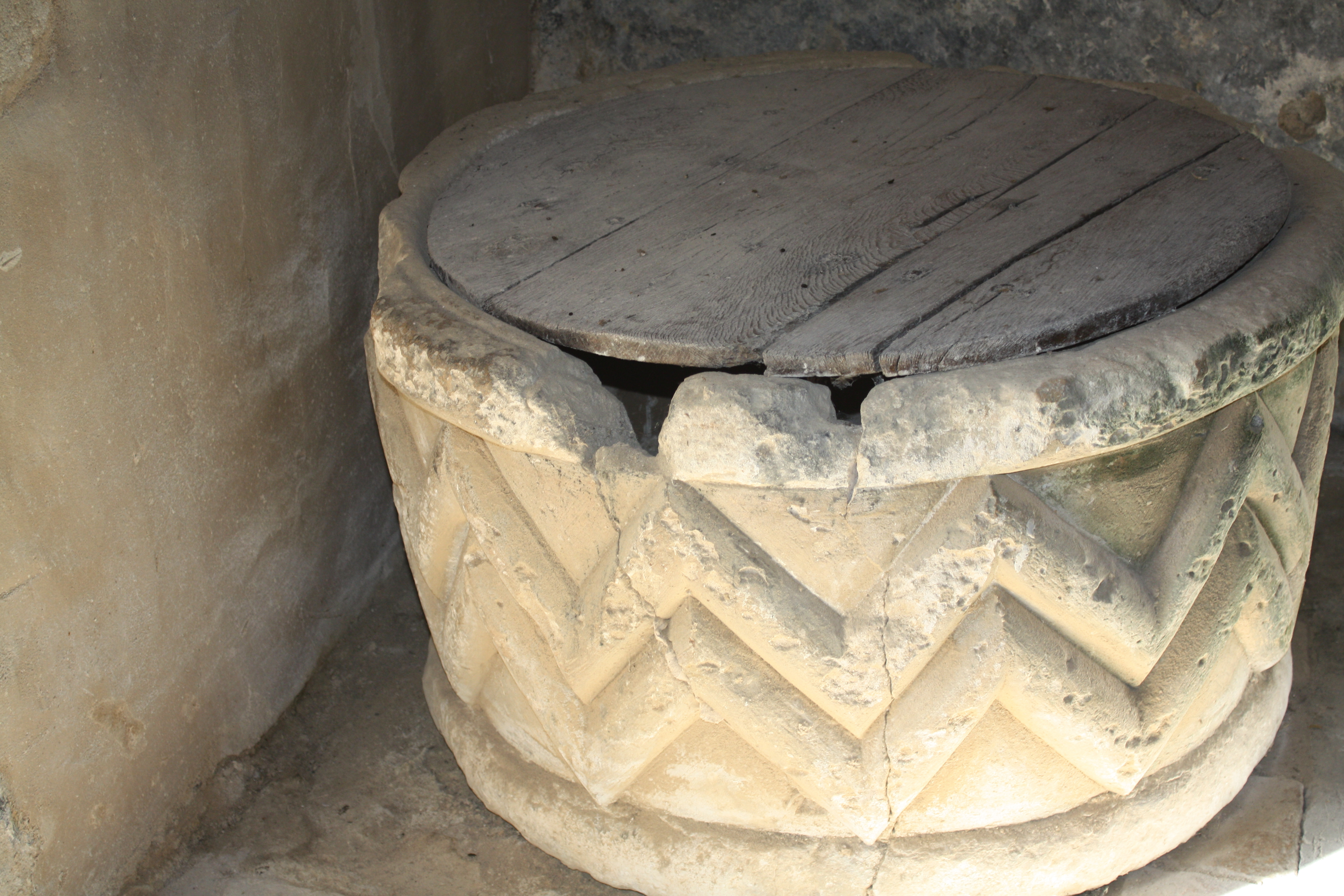
Taufbecken der Kirche

## Geschichte und Wirtschaft
Der Ort existiert schon seit dem Mittelalter und war immer ein sich selbst versorgendes Bauerndorf, in welchem auch Wein angebaut und Viehzucht betrieben wurde; die Kirche mitsamt ihrem Taufbecken stammen aus dem 12. Jahrhundert.

## Sehenswürdigkeiten
- Die inmitten alter Gräber stehende Kirche Saint-Eutrope ist dem hl. Eutropius von Saintes geweiht; ihre aus exakt behauenen Steinen bestehende Fassade beeindruckt durch ihre Schlichtheit bei gleichzeitigem Formenreichtum: Das Archivoltenportal ist mehrfach zurückgestuft, aber ansonsten dekorlos; darüber befindet sich eine fünfteilige Blendarkadenstellung, deren Rundbögen von einem Seilstab gerahmt werden. Das Kirchenschiff und der Chorbereich wurden nach dem Einsturz des alten Vierungsturms weitgehend erneuert. Das Taufbecken mit seinem Zickzack-Muster ist seit 1976 als Monument historique anerkannt.
- Das Pfarrhaus stammt aus dem 17. Jahrhundert.